# Baureihe E 44
Baureihe E 44 – lokomotywa elektryczna produkowana w latach 1933-1939 dla kolei niemieckich.

## Historia
Po zelektryfikowaniu linii kolejowej Augsburg-Stuttgart zlokalizowanej w Jurze Szwabskiej kolej niemiecka potrzebowała lokomotyw elektrycznych do prowadzenia pociągów towarowych i pasażerskich. Koleje niemieckie zamówiły 170 lokomotyw elektrycznych, które stacjonowały w lokomotywowniach w Saksonii i Bawarii. Niektóre elektrowozy eksploatowano na górskich liniach w Austrii. Kilka elektrowozów zachowano jako eksponaty zabytkowe.